# Hans Tornehave
Hans Tornehave (24. april 1915 i Bobjerg på Fyn – 13. juni 1998 i Virum) var en  dansk matematiker og professor ved Københavns Universitet.
Hans Tornehave  blev student fra Svendborg Gymnasium i 1935, og påbegyndte herefter  matematisk-naturvidenskabelige studier ved Københavns Universitet. Her blev han i 1940 mag.scient. i matematik og cand.mag.  i  matematik, fysik, astronomi og kemi.  I 1945 erhvervede han doktorgraden (dr. phil.) på et arbejde om næstenperiodiske funktioner,  med Harald Bohr og Børge Jessen som mentorer.
Hans Tornehave blev udnævnt til professor i rationel mekanik ved  Danmarks Tekniske Universitet i 1956, men skiftede hurtigt til Københavns Universitet, hvor han blev kaldet til et professorat i matematik i 1958. Her virkede han som professor frem til pensionering  i 1985.
Hans Tornehave  blev indvalgt som medlem af Det Kongelige Danske Videnskabernes Selskab i 1960 og af  Akademiet for de Tekniske Videnskaber i 1963. Han var formand for Dansk Matematisk Forening i perioden 1962-1966, og blev æresmedlem af foreningen i 1985.